# Sonja Sperl
Pour les articles homonymes, voir Sperl.
Sonja Sperl, née le 3 décembre 1936 à Bayerisch Eisenstein et morte le 13 août 2020, est une skieuse alpine allemande.

## Palmarès

### Jeux olympiques d'hiver
| Épreuve / Édition         | Descente | Slalom géant | Slalom |
| JO 1956 Cortina d'Ampezzo | 32e      | Non partante | —      |
| JO 1960 Squaw Valley      | 7e       | 9e           | 8e     |

### Championnats du monde
| Épreuve / Édition         | Descente | Slalom géant | Slalom | Combiné |
| JO 1956 Cortina d'Ampezzo | 32e      | Non partante | —      | —       |
| Mondiaux 1958 Bad Gastein | 30e      | 16e          | 28e    | 11e     |
| JO 1960 Squaw Valley      | 7e       | 9e           | 8e     | Argent  |

### Arlberg-Kandahar
- Meilleur résultat : 3e place dans le slalom 1959 à Garmisch